# Limbo-Skating
Limbo-Skating oder Roller Limbo ist eine Sportart, bei der es darum geht, auf Rollschuhen unter einem Hindernis hindurchzufahren, ohne dieses zu berühren. Um ein Hindernis sehr niedriger Höhe zu unterfahren, ist es nötig, die Beine zu grätschen, nach Möglichkeit bis in den Seitspagat, und den Oberkörper nach vorne zu lehnen, bis das Gesicht fast den Boden berührt.
Wie beim herkömmlichen Limbo-Tanz versuchen die Teilnehmer eines Wettkampfes nacheinander, eine waagerechte Stange verstellbarer Höhe zu unterqueren, wobei diejenigen ausscheiden, die es nicht schaffen. Die Stange wird von Runde zu Runde immer weiter abgesenkt, bis am Ende ein Gewinner übrig bleibt.
Es sind auch Abwandlungen möglich. So kann es z. B. darum gehen, unter möglichst vielen Autos hindurchzufahren. In der Sendung „Wetten dass“ ist eine Wett-Kandidatin unter einer Glasplatte hindurchgefahren. Am 28. August 2014 stellte der sechsjährige Gagan Satish aus Bangalore einen neuen Weltrekord auf, indem er unter 39 Autos durchrollte.